# والتروویتسه
والتروویتسه (به چکی: Valtrovice) یک منطقهٔ مسکونی در جمهوری چک است که در شهرستان زنویمو واقع شده‌است.
 والتروویتسه ۷٫۷۳ کیلومتر مربع مساحت و ۴۱۵ نفر جمعیت دارد و ۱۹۲ متر بالاتر از سطح دریا واقع شده‌است.